# Ménier de Troyes
Ménier de Troyes foi um nobre da Alta Idade Média francesa, tendo sido por vias do casamento conde de Troyes, localidade que atualmente corresponde a uma comuna francesa de 60 958 habitantes (1999) situada no departamento de Aube, na região Champanha-Ardenas (francês: Champagne-Ardenne), a cerca de 160 km de Paris.

## Relações familiares
Foi casado com Gandilmoda de Troyes, filha de Odão I de Troyes (? - 871), Conde de Troyes, e de Vandílmoda de Troyes, de quem teve:
1. Guerner de Troyes (c. 885 - 6 de dezembro de 924) que foi por herança conde de Troyes, tendo vindo a morrer na luta contra os viquingues ocorrida na Batalha de Chalmont entre Milly-la-Foret e Barbizon. Casou em 908 com Teutberga de Arles também chamada Theutberga ou Thiberge Arles (c. 887 - antes de setembro de 948), filha de Teobaldo de Arles (860 - 895), conde de Arles e Berta da Lotaríngia (863 - 8 de março de 925), filha ilegítima do rei da Lotaríngia, Lotário II da Lotaríngia (835 - 869) e de Teutberga de Valois (? - 875), filha de Bosão de Valois "O Velho"